# 奧尼科 (伊利諾伊州)
奧尼科（英語：Oneco）是位於美國伊利諾伊州斯蒂芬森縣的一個非建制地區。該地的面積和人口皆未知。

## 地理
奧尼科的座標為42°29′15″N 89°39′51″W / 42.48750°N 89.66417°W，而該地的平均海拔高度為257米（即843英尺）。